# 청옥초등학교
청옥초등학교는 대한민국 경기도 평택시 청북읍에 있는 공립 초등학교이다.

## 학교 연혁
- 2011.03.01 청옥초등학교 및 병설유치원 개교